# Витон (Мериленд)
Витон (енгл. Wheaton) насељено је место без административног статуса у америчкој савезној држави Мериленд.

## Демографија
По попису из 2010. године број становника је 48.284.
| Група             | 2000.    | 2010.          |
| Белци             | 0 (0,0%) | 12.414 (25,7%) |
| Афроамериканци    | 0 (0,0%) | 8.968 (18,6%)  |
| Азијати           | 0 (0,0%) | 5.860 (12,1%)  |
| Хиспаноамериканци | 0 (0,0%) | 20.155 (41,7%) |
| Укупно            | 0        | 48.284         |